# Gierswalde
Gierswalde ist ein Dorf im südniedersächsischen Landkreis Northeim und ein Ortsteil der Stadt Uslar mit 248 Einwohnern.

## Geographische Lage
Gierswalde liegt jeweils an den Südausläufern des Sollings und Naturparks Solling-Vogler im Tal des Rehbachs auf etwa 200 m ü. NN. Die Kernstadt von Uslar liegt fünf Kilometer westlich, die Kreisstadt Northeim 18 Kilometer östlich, Göttingen 19 Kilometer südöstlich und die niedersächsische Landeshauptstadt Hannover gut 76 Kilometer nördlich (alle Angaben in Luftlinie).

## Geschichte
Gierswalde wurde erstmals im Jahre 1293 urkundlich erwähnt. Im Verlauf des 19. Jahrhunderts erlebte der Ort einen beträchtlichen Einwohnerzuwachs, so sind beispielsweise für das Jahr 1820 / 1821 191 Einwohner verzeichnet, während am Vorabend der Märzrevolution 1844 / 1845 bereits 280 Personen belegt sind. Dies entspricht einer Zuwachsrate von 47 Prozent. Gierswalde bildete damals ein Dorf in der Landdrostei Hildesheim und war Teil des Amtes von Uslar. Geistlich unterstand es der Pfarrei Volpriehausen.
Seit der Gebietsreform vom 1. März 1974 ist die ehemals selbständige Gemeinde ein Ortsteil der Stadt Uslar.

## Ortsrat
Gierswalde hat einen fünfköpfigen Ortsrat, der seit der Kommunalwahl 2021 ausschließlich von Mitgliedern der „Freien Wählerliste Gierswalde“ besetzt ist. Die Wahlbeteiligung lag bei 71,1 Prozent.

## Kultur und Sehenswürdigkeiten

### Kapelle Gierswalde

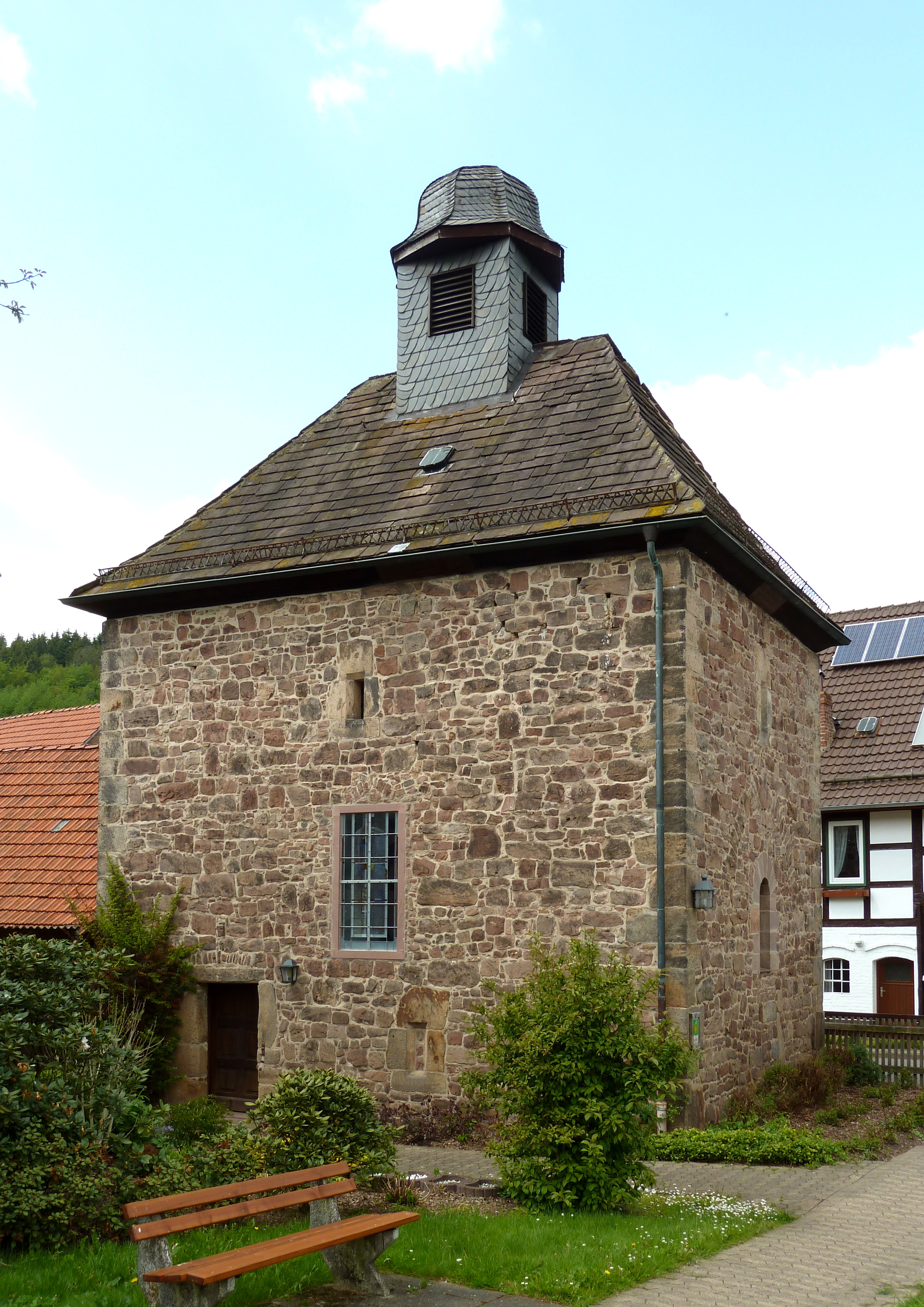
Kapelle Gierswalde

In der Nähe des Überschwemmungsgebietes des Rehbaches steht die, wahrscheinlich im 14. Jahrhundert errichtete, Kapelle von Gierswalde. Sie besitzt einen schwach rechteckigen Grundriss in den Ausmaßen von 9 m mal 6,85 m, wuchtige Eckquader und eine Höhe von 8 m bis zur Dachtraufe. Die, mit rotem Sandstein aufgemauerte Kapelle hat im unteren Bereich ihrer Mauern eine Stärke von maximal 1,45 m, die sich nach oben hin, durch wechselseitige Mauerabsätze an den Schmal- und Längsseiten, verjüngen. Im Innenraum befindet sich in etwa 1,5 m Höhe über dem Fußboden Steinkonsolen, die zur Auflage von Dachbalken gedient haben. Das Chorfenster gestaltete man in einem rundbogigen, geschlossenen Stil, über dem sich eine, nach der Art einer Koncha gewölbte Nische angebracht ist. Aus späteren Jahrhunderten allerdings stammt die Holztonne, die den Kirchenraum nach oben abschließt. Die Außenseiten der Kapelle werden durch ein paar schmale Mauerscharten mit abgefasten Gewänden gegliedert. Da sich das Erdgeschoss nur 0,5 m über dem Erdoberfläche befindet, lässt die Vermutung aufkommen, dass der Anger, auf dem die Kapelle steht, durch Überschwemmungen um rund 1 m aufgefüllt worden sein muss. Dies trifft auch auf den Innenraum des Gotteshauses zu, was an der Höhe von 1,5 m der Konsolen abzulesen ist. Aus diesem Grund musste wohl auch die spitzbogige Kapellentür erhöht werden.
Ein Baubericht an das Konsistorium in Hannover aus dem Jahre 1783 ergibt, dass der heutige Bauzustand nicht der ursprüngliche der Gierswalder Kapelle ist. Das aufgehende Mauerwerk besaß damals eine Höhe von 24-einhalb Fuß, was umgerechnet etwa 8 m ergibt mit einem, über diesem Mauerwerk befindlichen, Fachwerkobergeschoss. Nimmt man für dieses Obergeschoss eine Höhe von 2 m an und berücksichtigt das, durch die Aufschwemmung erhöhte Erdniveau, so stellte die Kapelle in früheren Zeiten einen Turm von ungefähr 11 m Höhe, mit einem massiven Erdgeschoss, zwei ebensolchen Obergeschossen und einem Fachwerkaufsatz dar, sämtlich von Balkendecken voneinander getrennt. Schon 1659 muss an dem Bauwerk gearbeitet worden sein, wie es die Jahreszahl an der Wetterfahne belegt. In der Ostwand der Kapelle befindet sich ein eingemauerter Halbkreisbogen, dessen Scheitel etwa bis zur Decke des einstigen Obergeschosses reicht. Das starke Mauerwerk, die schmalen Mauerscharten, die Turmbauweise und die Lage in der feuchten Rehbachniederung als zusätzlicher Schutz zeichnen die Kapelle als einen früheren Wehrbau aus.

## Verkehr
- Straße: Durch Gierswalde führt die Bundesstraße B241, die von Warburg über Beverungen, Uslar und Gierswalde nach Hardegsen und Northeim verläuft. Es bestehen Buslinien nach Uslar und Hardegsen bzw. darüber hinaus. Die nächsten Autobahnanschlussstellen befinden sich bei Göttingen, Nörten-Hardenberg und Northeim an der A7.
- Schiene: Direkt am Ortsrand verläuft die Sollingbahn von Ottbergen nach Northeim. Gierswalde selbst besitzt keinen Haltepunkt; die nächste Regionalbahnhöfe bzw. Haltepunkte befinden sich in Uslar-Allershausen bzw. Volpriehausen an der Sollingbahn. In Göttingen befindet sich auch der nächstgelegene ICE/IC-Bahnhof.
- Luftverkehr: Die nächsten internationalen Verkehrsflughäfen sind die Flughäfen Hannover und Paderborn/Lippstadt. Uslar selbst besitzt einen kleinen Sportflugplatz.

Das Kfz-Kennzeichen von Gierswalde ist NOM und die Postleitzahl lautet 37170.

## Wirtschaft und Tourismus
Im Ort befinden sich keine Industriebetriebe. Die Land- und Forstwirtschaft spielt auch nur noch eine untergeordnete Rolle.
Die meisten erwerbstätigen Einwohner müssen auspendeln, da auch der Tourismus nicht erwähnenswert ist (es gibt als Übernachtungsmöglichkeiten nur eine Pension und eine Ferienwohnung/Pension).